# Neochelanops patagonicus
Neochelanops patagonicus är en spindeldjursart som först beskrevs av Albert Tullgren 1900.  Neochelanops patagonicus ingår i släktet Neochelanops och familjen blindklokrypare. Inga underarter finns listade i Catalogue of Life.